# Hop, Step, Jump!
「Hop, Step, Jump!」（ホップ　ステップ　ジャンプ!）は、JYONGRIの2枚目のシングル。

## 収録曲
全作詞･作曲: JYONGRI
1. Hop, Step, Jump!
  - 編曲: 鳥山雄司
2. Romeo & Juliet
  - 編曲: 本田優一郎
3. Hop, Step, Jump! (Intrumental)
4. Romeo & Juliet (Instrumental)